# Campo gravitacional da Lua
O campo gravitacional lunar foi determinado utilizando sinais de rádio emitidos por sondas que orbitaram a Lua utilizando um princípio baseado no efeito Doppler. Apresentam-se anomalias gravitacionais provocadas por grandes concentrações de massa que estão associadas a crateras formado pelo impacto de outros corpos celestes. Estas anomalias influenciam a órbita de sondas e missões tripuladas que levaram a erros de navegação, como as dos testes do Projeto Apollo.
O campo gravitacional lunar equivale a aproximadamente um sexto do campo gravitacional terrestre, sendo a aceleração da gravidade de 1,62 m/s².